# Rekowo, Hạt Stargard
Rekowo [rɛˈkɔvɔ] (tiếng Đức: Reckow) là một ngôi làng thuộc khu hành chính của Gmina Kobylanka, thuộc hạt Stargard, West Pomeranian Voivodeship, ở phía tây bắc Ba Lan. Nó nằm khoảng 5 kilômét (3 mi)   phía tây nam Kobylanka, 15 km (9 mi) về phía tây của Stargard và 20 km (12 mi) về phía đông nam của thủ đô khu vực Szczecin.
Trước năm 1945, khu vực này là một phần của Đức. Đối với lịch sử của khu vực, xem Lịch sử của Pomerania.
Làng có dân số 47 người.